# Cut Here
Cut Here è un brano musicale del gruppo rock inglese The Cure, pubblicato nel 2001 come singolo estratto dalla raccolta Greatest Hits.

## Tracce
1. Cut Here
2. Signal to Noise
3. Cut Here (Missing Remix)

## Formazione
- Robert Smith - voce, chitarra, basso, tastiere
- Simon Gallup - basso
- Perry Bamonte - chitarra
- Roger O'Donnell - tastiere
- Jason Cooper - batteria